# Жанатиршилик
Жанатиршилик (каз. Жаңатіршілік) — село в Келесском районе Туркестанской области Казахстана. Входит в состав Бирликского сельского округа. Находится примерно в 50 км к юго-западу от районного центра, города Келес. Код КАТО — 515445200.

## Население
В 1999 году население села составляло 1477 человек (751 мужчина и 726 женщин). По данным переписи 2009 года, в селе проживало 1435 человек (746 мужчин и 689 женщин).